# Woronino (obwód miński)
Woronino (biał. Вароніна; ros. Воронино) – wieś na Białorusi, w obwodzie mińskim, w rejonie kleckim, w sielsowiecie Hrycewicze.
W dwudziestoleciu międzywojennym leżało w Polsce, w województwie nowogródzkim, w powiecie nieświeskim.